# ホウロクイチゴ
ホウロクイチゴ（焙烙苺、学名：Rubus sieboldii Blume）は、バラ科キイチゴ属フユイチゴ亜属に分類されるややつる性の常緑低木の1種。別名が「タグリイチゴ」。和名は果実を果床からはずして逆さにすると内部が空洞であり、その形態が焙烙鍋に似ていることに由来する。

## 特徴
樹高は1.5 m前後。枝は太く、弓状にのび、針状の棘がまばらにあり、褐色の綿毛や開出毛が密生し、地についた部分から根や新苗を出す。若い枝には綿毛が密生する。

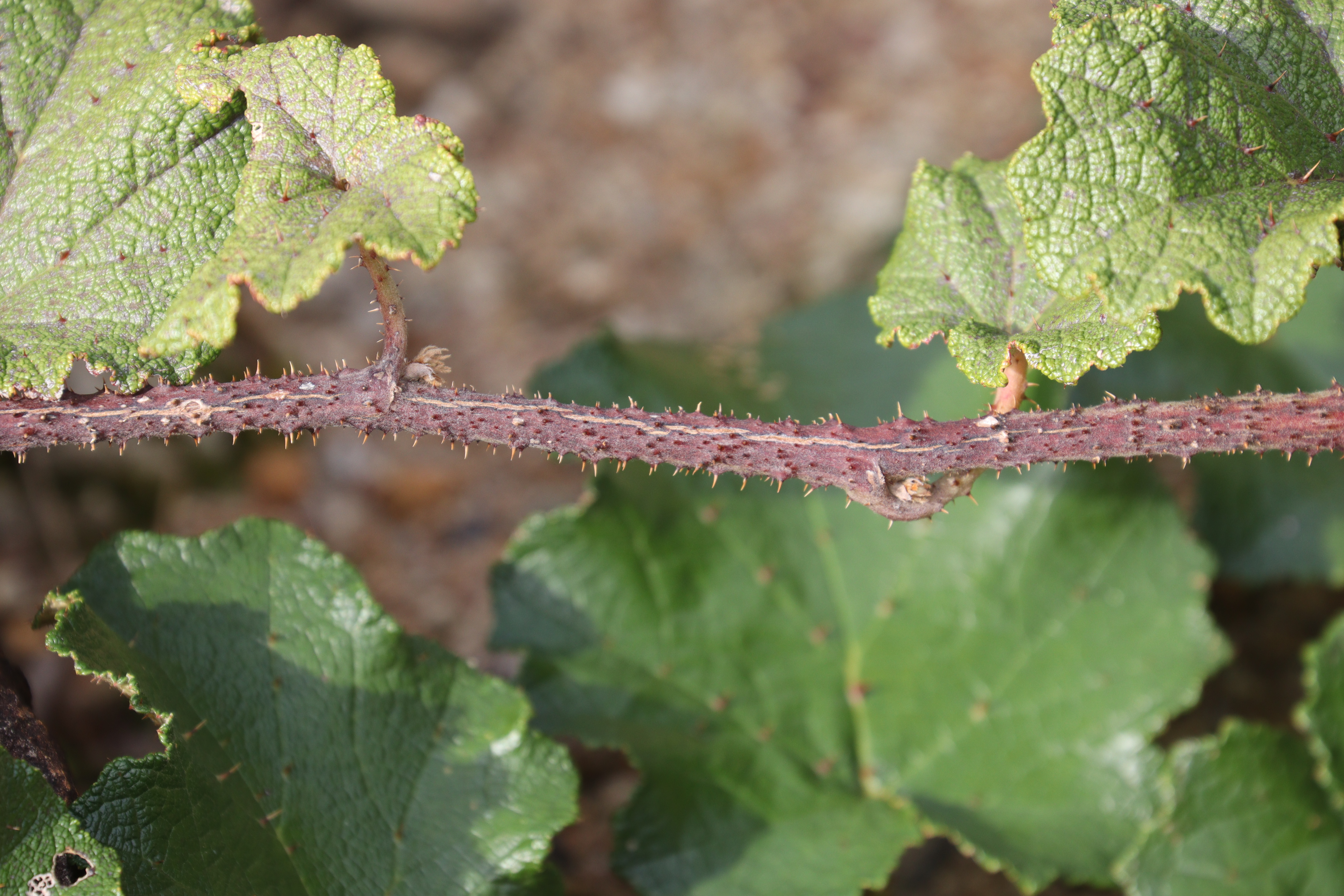
枝は太く、針状の棘がまばらにあり、褐色の綿毛や開出毛が密生する

葉は互生し、長さ8-17 cmの卵形または卵円形で、質は厚くてざらつき、縁には重鋸歯があり、3-5浅裂、または不分裂、最大幅は基部寄り。長さ3-6 cmの葉柄と葉の両面に綿毛を密生する。葉は常緑のキイチゴ類の中で最大で、最も肉厚になる。葉の表面にはシワが目立つ。托葉は長さ1.5 cmの楕円形で、羽状に細かく裂け、落ちやすい。葉腋の裏面は網目状に隆起する。

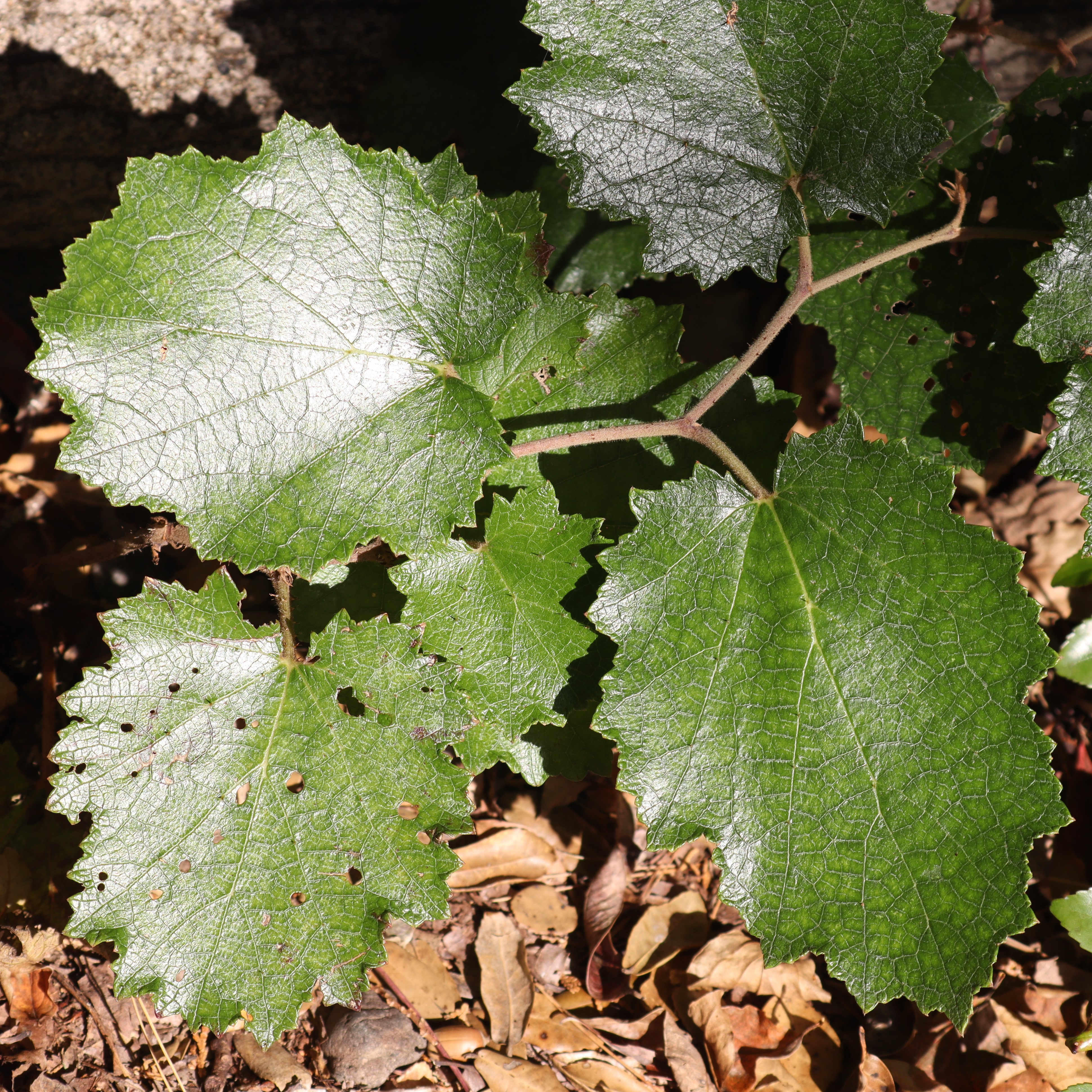
葉は互生する、表面、縁には重鋸歯がある、常緑のキイチゴ類の中で最大
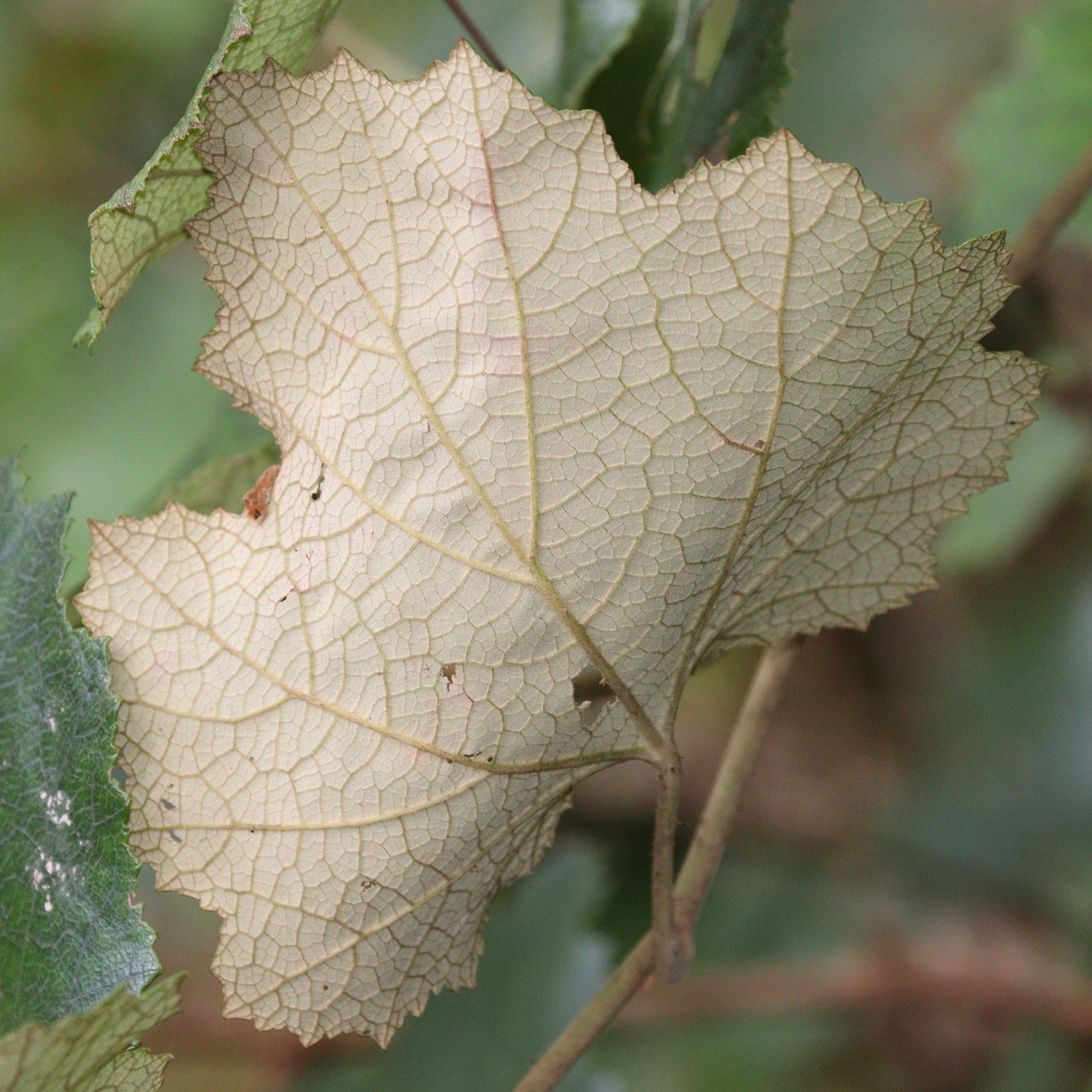
葉の裏面、葉腋は網目状に隆起する

葉腋に直径2.5-3 cnの白い花を1-数個つけ、苞葉がある。花弁は5個、長さ2 cmほどの広楕円形で、ふちは波立つ。萼と花柄には黄褐色の綿毛が密生する。花期は4-6月。果実は核果の結合果で、直径約1.8 cmの球形で5-8月に赤く熟し、内部は空洞。冬芽は淡褐色の綿毛に覆われる。

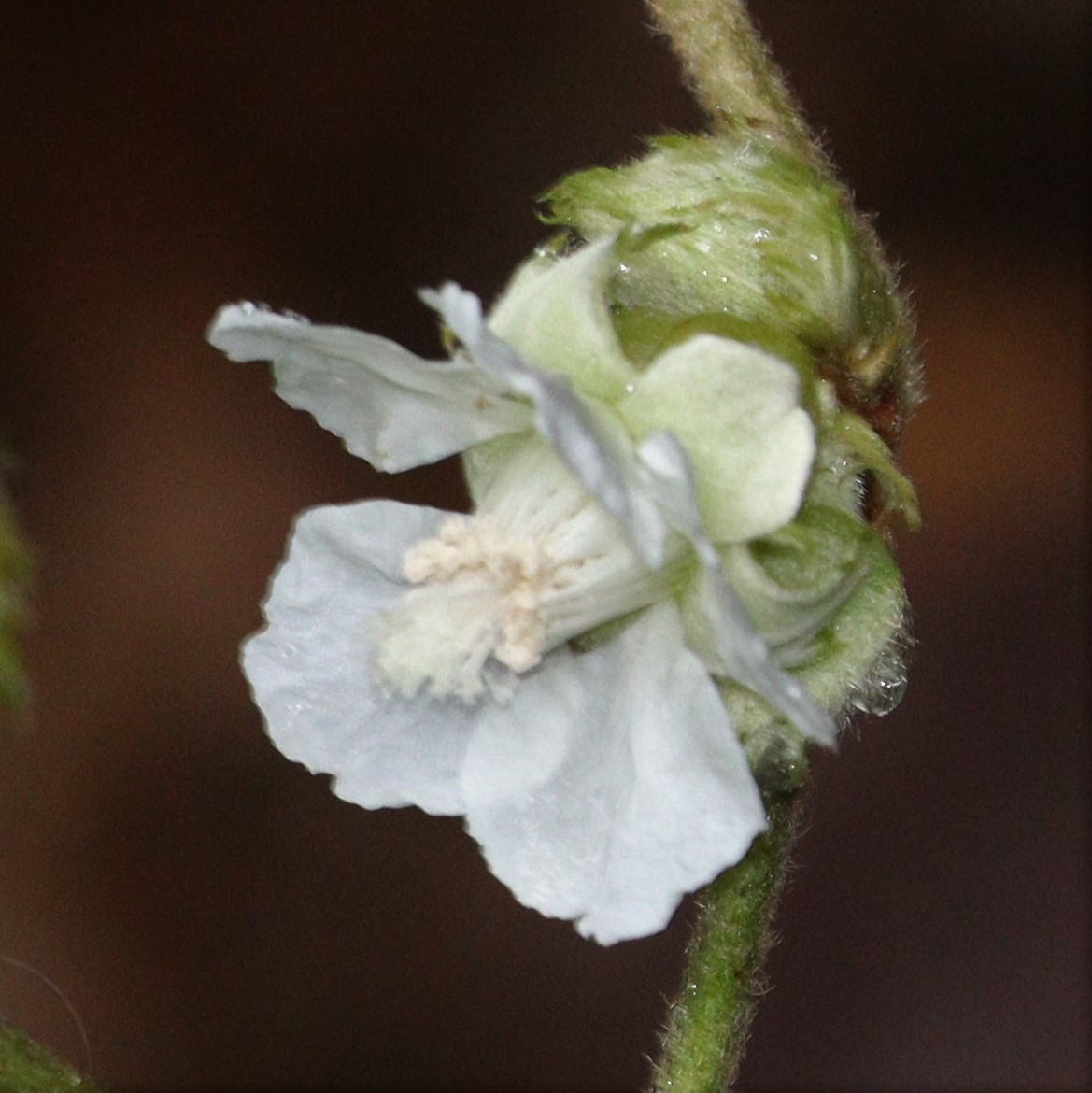
葉腋に白い花をつける
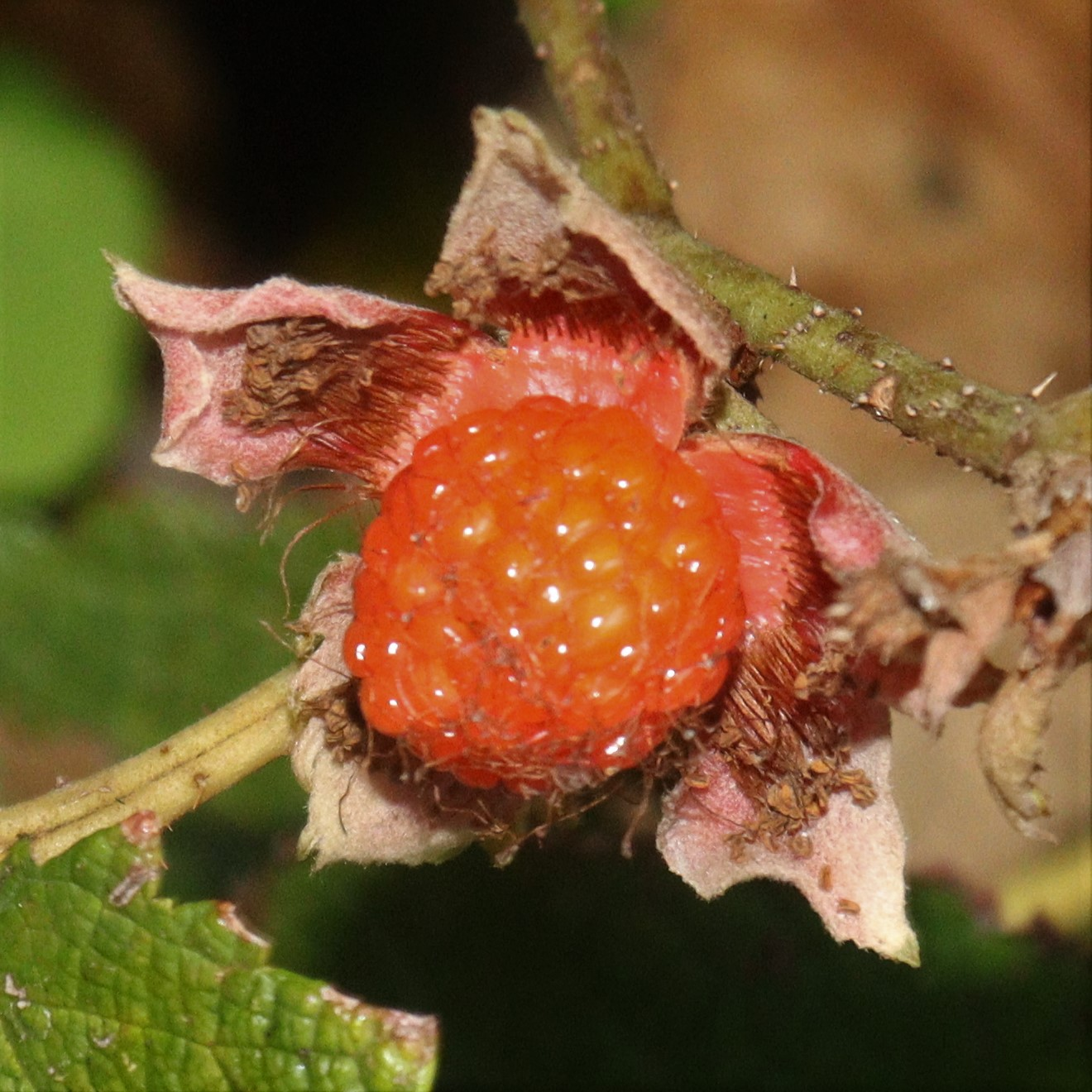
果実は核果の結合果で赤く熟す
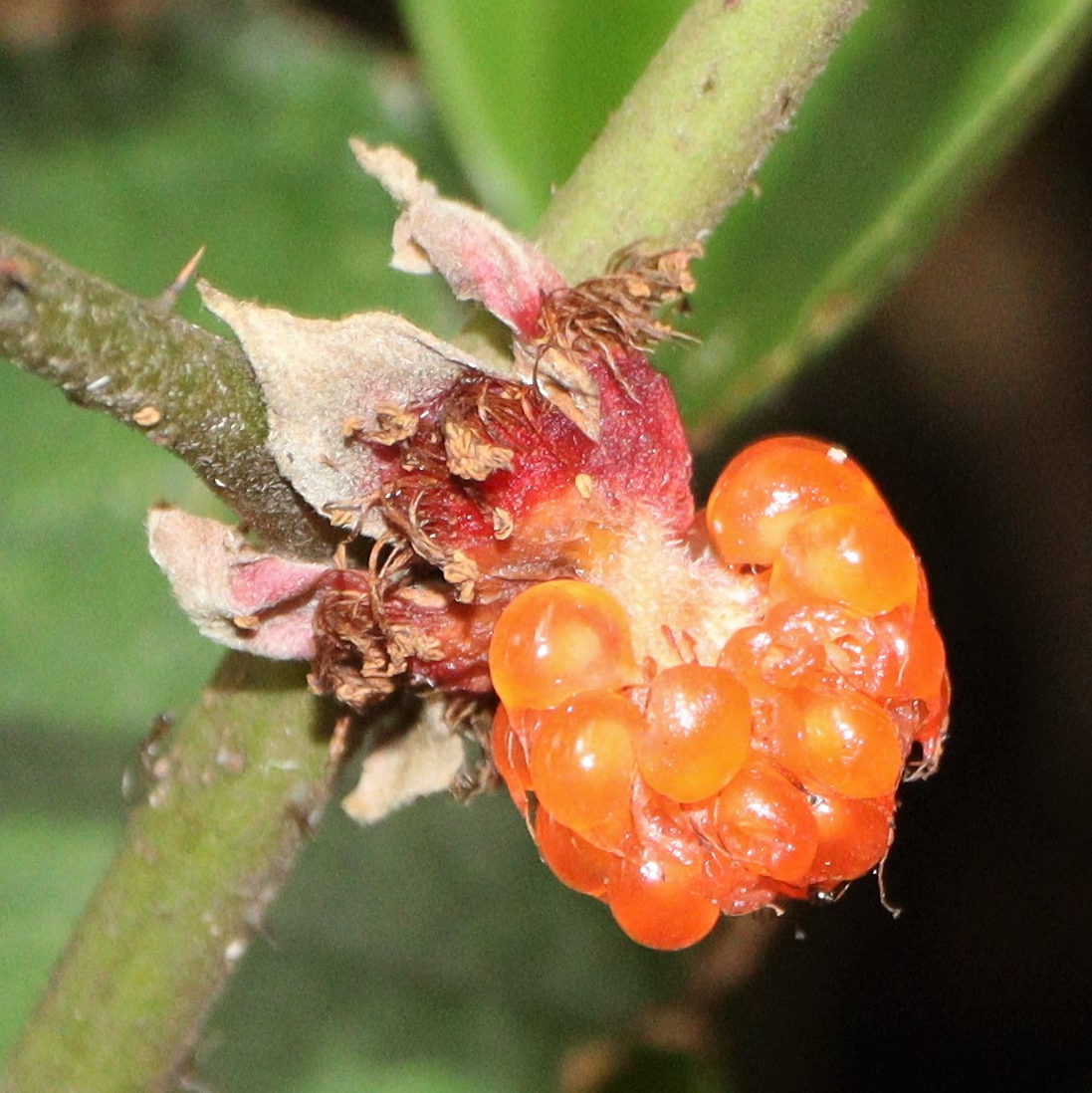
果実の内部が空洞であり、果床から外して逆さにするとその形態が焙烙鍋に似ていることが和名の由来

## 分布と生育環境
中国南部と日本の暖地に分布する。

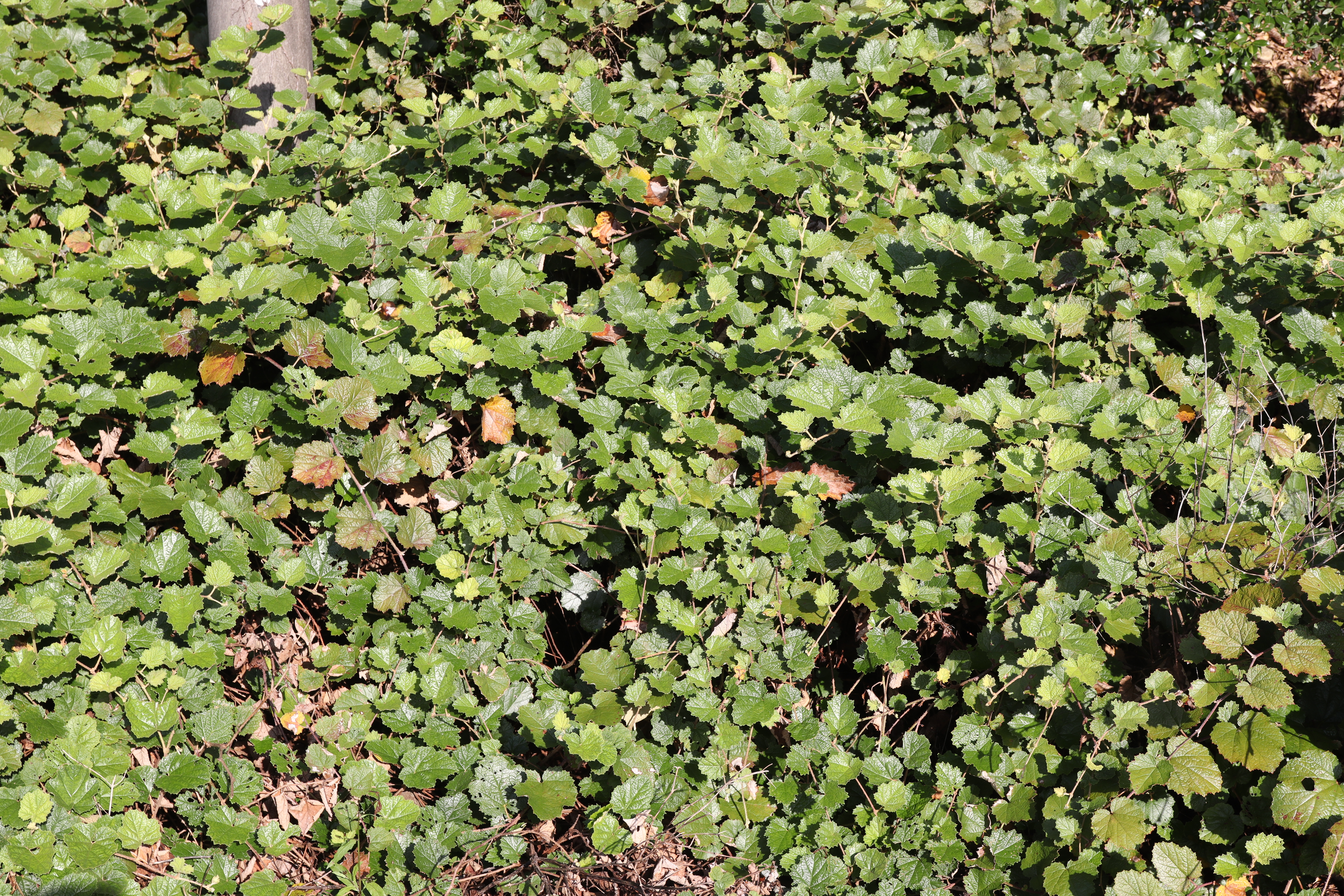
海岸付近の山地の林縁の斜面に群生するホウロクイチゴ

日本では本州（伊豆半島、紀伊半島以西）、四国、九州、沖縄に分布する。南日本ほど多く、しばしば群生する。南方系の植物で、広島県の厳島は北限に近く、北限は島根県。
海岸近くの山地の林内や林縁にやや稀に生育する。

## 利用・用途など
果実は酸味が少なく美味で、可食。厳島神社の神事である御烏喰式の御烏のついばむ粢団子を載せる葉に利用されている。鹿児島県大隅地方では、葉に餅や米飯を盛り、神前に供えられている。屋久島でスカシバガ科のヤクシマヒメカシスバが本種を食草としていることが確認されている。ドクガ科のサカグチキドクガが食草としている。サビキン目ハマスポラ属菌（Hamaspora Rubi-Sieboldii (KAWAGOE) DIET.）が本種に寄生することが確認されている。

## 種の保全状況評価
日本では環境省による国レベルでのレッドリストの指定を受けていないが、以下の都道府県でレッドリストの指定を受けている。
- 絶滅危惧I類（CR+EN） - 島根県[9]
- 要注目種：部会注目種（N-Ⅲ) - 静岡県[14]
- 情報不足 - 愛知県[15]